# O.A.R.

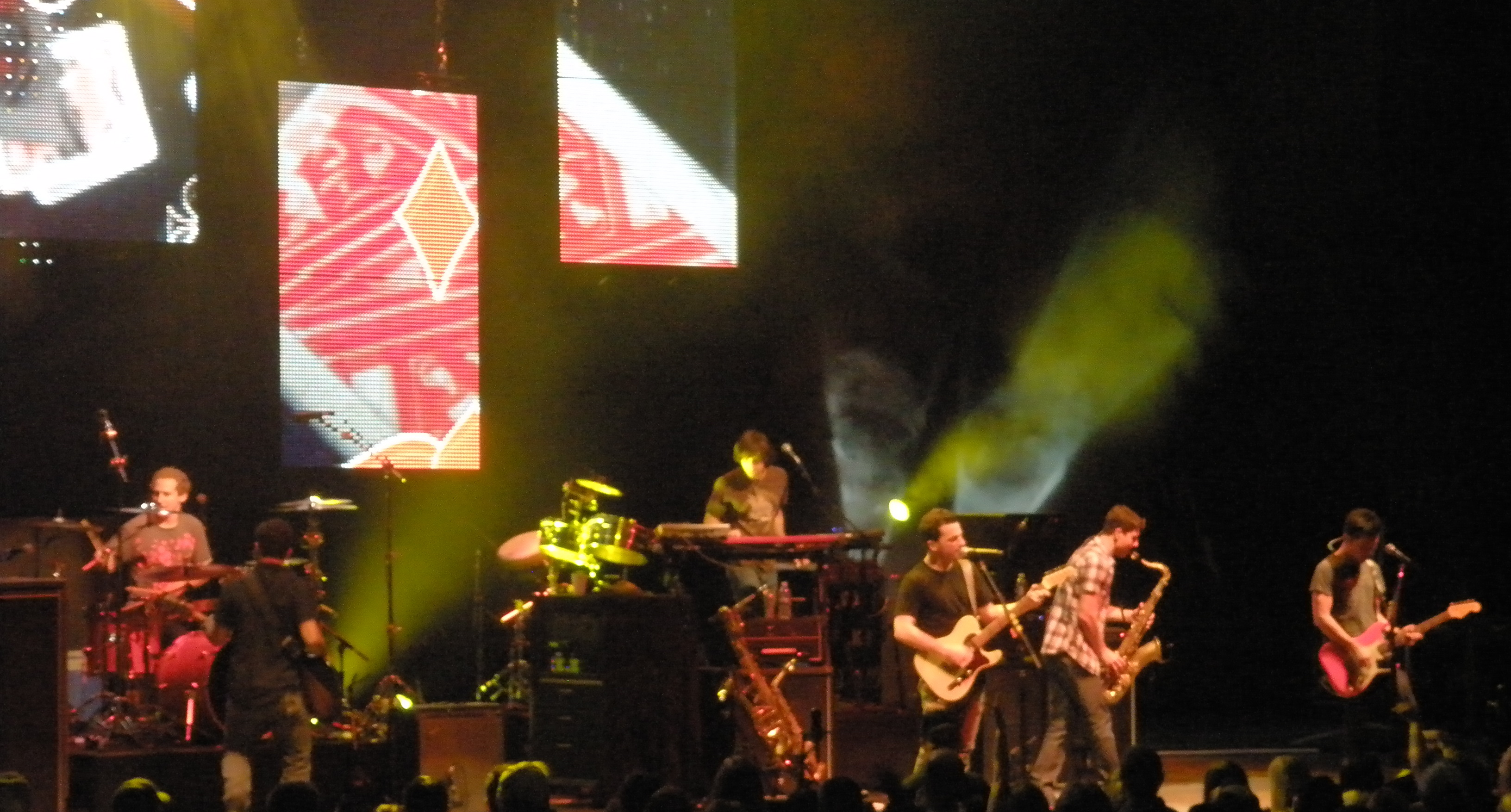
OAR

O.A.R. (alias Of a Revolution) ist eine amerikanische Rockband, die sich aus einer Collegeband an der Ohio State University entwickelte. Gegründet wurde sie 1996 in Rockville, Maryland von Marc Roberge und Chris Culos während ihrer High-School-Zeit.
Stilistisch spielt O.A.R. eine Mischung aus Rock und Reggae.

## Geschichte
1996 gegründet, besteht die Band O.A.R. bis heute aus Marc Roberge (Gesang, Rhythmusgitarre), Richard On (erste Gitarre), Jerry DePizzo (Saxophon), Benj Gershman (Bass) und Chris Culos (Schlagzeug). Roberge und Culos kennen sich schon aus ihren Kindertagen in Rockville, wo die beiden später auch On und Gershman kennenlernten und mit lokalen Bands zusammen spielten. DePizzo lernten die vier erst auf der Ohio State University kennen. Ihre ersten zwei Demosongs verkauften die Musiker auf dem Campus und bauten sich so einen Fankreis über Mundpropaganda auf.
Der erste Titel, der im Jahre 1997 geschrieben wurde, war The Wanderer. Noch im selben Jahr entstand das gleichnamige Album. Die nächsten Titel schrieben Roberge und Culos während ihres Aufenthaltes in Israel.
Zwei Jahre später gelang der bis dahin eher unbekannten Studentenband ein Hit, der ihnen zu großem Erfolg verhalf: That Was a Crazy Game of Poker (viele Songtexte sind beeinflusst von Roberges Liebe zur Literatur und im Speziellen zu Stephen Kings Roman The Stand).
1999 ging die Band dann erneut ins Studio und kurze Zeit später veröffentlichten die fünf Musiker das neue Demo Souls Aflame. 2001 folgte das Album Risen und 2002 die Livetour Any Time Now. Darauf tourten O.A.R. mit dem Album In Between Now and Then durch Amerika, bis sie sich 2005 für neue Aufnahmen erneut ins Studio zurückzogen. Nach langer Zeit wurde dann im Herbst 2005 das Studioalbum Stories of a Stranger veröffentlicht.
Das neunte Album All Sides ist am 15. Juli 2008 in den USA veröffentlicht worden. Es folgten das Studioalbum „King“, das Livealbum „Live on Red Rocks“ mit der Show-Performance im Red Rocks Park Amphitheater während der Sommertour 2012, sowie das achte Studioalbum The Rockville LP. Es erreichte Platz 1 der Billboard US Independent Albums.
Zum 20-jährigen Bandjubiläum erschien 2016 das XX betitelte Album, für das einige frühere Songs neu aufgezeichnet wurden. Enthalten sind neben 13 Titeln (3 in neuer Version, 1 Remix) außerdem 11 Live-Aufzeichnungen.
Größere Bekanntheit erfuhr die Band während der letzten olympischen Winterspiele 2018. Russische Athleten, die aufgrund des Doping-Skandals nicht unter der Landesflagge starten durften, wurden häufig mit „Olympischen Athleten aus Russland“ bezeichnet. Die zugehörige Abkürzung „OAR“ sorgte für viele Suchanfragen, die im Ergebnis unter anderem zur Band führten. Streamingzahlen und Google Suchanfragen stiegen deutlich.
Mit der Rückkehr ins Aufnahmestudio 2018 wurde für den 29. März 2019 das Studioalbum The Mighty angekündigt.
Durch die Veröffentlichung der ausgekoppelten Single Alive wurde am 18. November 2021 ein neues Album angeteasert. Zur neuen Tour 2022 verkündete die Band dann, bei Veröffentlichung ihrer zweiten Albumsingle „In The Clouds“, zugleich für Juli den Albumtitel The Arcade. Die Band markiert damit ihre zehnte Veröffentlichung. Das Album erschien am 15. Juli 2022.
Am 27. Juni 2024 kündigte die Band ihr siebtes Live-Album mit Titel Live In Boston an, welches bei der Jahrestour am 20. Juli in Bostoner Leader Bank Pavilion aufgezeichnet werden soll.

## Diskografie

### Studioalben
| Jahr | Titel                   | Höchstplatzierung, Gesamtwochen, AuszeichnungChartsChartplatzierungen (Jahr, Titel, Platzierungen, Wochen, Auszeichnungen, Anmerkungen) | Anmerkungen                             |
| Jahr | Titel                   | US | Anmerkungen                             |
| ---- | ----------------------- | --- | --------------------------------------- |
| 1997 | The Wanderer            | — | Erstveröffentlichung: 29. November 1997 |
| 1999 | Soul’s Aflame           | — | Erstveröffentlichung: 18. Mai 1999      |
| 2001 | Risen                   | — | Erstveröffentlichung: 6. Februar 2001   |
| 2003 | In Between Now and Then | US54 (5 Wo.)US | Erstveröffentlichung: 27. Mai 2003      |
| 2005 | Stories of a Stranger   | US40 (3 Wo.)US | Erstveröffentlichung: 4. Oktober 2005   |
| 2008 | All Sides               | US13 (18 Wo.)US | Erstveröffentlichung: 15. Juli 2008     |
| 2011 | King                    | US12 (4 Wo.)US | Erstveröffentlichung: 2. August 2011    |
| 2014 | The Rockville LP        | US13 (6 Wo.)US | Erstveröffentlichung: 10. Juni 2014     |
| 2019 | The Mighty              | US142 (1 Wo.)US | Erstveröffentlichung: 29. März 2019     |
| 2022 | The Arcade              | — | Erstveröffentlichung: 15. Juli 2022     |

### Livealben
| Jahr | Titel                           | Höchstplatzierung, Gesamtwochen, AuszeichnungChartsChartplatzierungen (Jahr, Titel, Platzierungen, Wochen, Auszeichnungen, Anmerkungen) | Anmerkungen                           |
| Jahr | Titel                           | US | Anmerkungen                           |
| ---- | ------------------------------- | --- | ------------------------------------- |
| 2002 | Any Time Now                    | US156 Gold · (1 Wo.)US | Erstveröffentlichung: 6. Mai 2002     |
| 2004 | 34th & 8th                      | US80 (1 Wo.)US | Erstveröffentlichung: 27. Juli 2004   |
| 2007 | Live from Madison Square Garden | US69 (1 Wo.)US | Erstveröffentlichung: 5. Juni 2007    |
| 2009 | Hello, Tomorrow                 | US180 (1 Wo.)US | Erstveröffentlichung: 2009; Live-EP   |
| 2010 | Rain or Shine                   | US49 (1 Wo.)US | Erstveröffentlichung: 12. Januar 2010 |

Weitere Livealben
- 2012: Live on Red Rocks
- 2019: Live from Merriweather

### Kompilationen
| Jahr | Titel | Höchstplatzierung, Gesamtwochen, AuszeichnungChartsChartplatzierungen (Jahr, Titel, Platzierungen, Wochen, Auszeichnungen, Anmerkungen) | Anmerkungen                          |
| Jahr | Titel | US | Anmerkungen                          |
| ---- | ----- | --- | ------------------------------------ |
| 2016 | XX    | US31 (1 Wo.)US | Erstveröffentlichung: 5. August 2016 |

### Singles
| Jahr | Titel Album                               | Höchstplatzierung, Gesamtwochen, AuszeichnungChartsChartplatzierungen (Jahr, Titel, Album, Platzierungen, Wochen, Auszeichnungen, Anmerkungen) | Anmerkungen                          |
| Jahr | Titel Album                               | US | Anmerkungen                          |
| ---- | ----------------------------------------- | --- | ------------------------------------ |
| 2008 | Shattered (Turn the Car Around) All Sides | US36 Platin · (1 Wo.)US | Erstveröffentlichung: 29. April 2008 |

Weitere Singles
- 2003: Hey Girl
- 2004: Right on Time
- 2005: Love And Memories (US: Gold)
- 2006: Heard the World
- 2006: Lay Down
- 2008: This Town
- 2011: Heaven
- 2011: Gotta Be Wrong Sometimes
- 2014: Peace (US: Gold)
- 2014: Favorite Song
- 2015: Two Hands Up
- 2016: I Go Through
- 2018: Just Like Paradise
- 2018: Miss You All the Time
- 2019: Knocking at Your Door
- 2021: Alive
- 2022: In the Clouds
- 2023: It Won’t Back Down (mit Goo Goo Dolls)